# Stéphane Henchoz
Stéphane Henchoz (sinh ngày 7 tháng 11 năm 1974 ở Billens) là một cầu thủ bóng đá chuyên nghiệp người Thụy Sĩ hiện đang chơi vị trí hậu vệ cho câu lạc bộ Blackburn Rovers. Henchoz đã có 72 lần khoác áo cho đội tuyển quốc gia Thụy Sĩ từ Euro 1996 cho đến Euro 2004. Khoảng thời gian đáng nhớ nhất của Henchoz ở câu lạc bộ là tại Liverpool, tại đây anh cùng với Hypia tạo thành một bộ đôi trung vệ chắc chắn và cùng với Liverpool dành nhiều danh hiệu cao quý.

## Tại Liverpool
Vào mùa hè năm 1999, Stéphane Henchoz chuyển đến Liverpool từ Blackburn Rovers với giá chuyển nhượng 3,5 triệu bảng. Henchoz luôn nỗ lực để hoà nhập với Premier League. Điều đặc biệt là khi chuyển về anh không được ra sân trong trận ra mắt ngay vì chấn thương háng. Sau đó anh đã nhanh chóng bình phục và tham gia thi đấu bình thường.
Khi ở Liverpool, Stephane Henchoz đã ccùng người đồng đội là Sami Hyypiä làm thành một hàng phòng ngự vững chắc, dưới sự dẫn dắt của huấn luyện viên Gérard Houllier, đã góp phần đưa câu lạc bộ giành cú ăn 3 trong mùa giải năm 2001. Henchoz có phong cách thi đấu thầm lặng luôn có mặt ở đúng vị trí và đúng lúc để ngăn cản các đợt tấn công của đối phương.
Trong mùa giải 2002/03, anh lại gặp phải chấn thương, điều đó đã khiến cho hàng phòng thủ của Liverpool bị yếu đi. Cuối cùng mùa giải đó Liverpool đã phải bỏ lỡ Champions League nhưng sau đó thì Henchoz đã trở lại sau thời gian dưỡng thương và thi đấu trong trận thắng Manchester United tại Worthington Cup năm 2003.
Tuy nhiên khi Rafael Benitez đến dẫn dắt Liverpool, anh không được trọng dụng và anh gia nhập Celtic theo kì chuyển nhượng tự do vào tháng 1 năm 2005. Sau đó anh đã quay trở lại Anh vài tháng sau đó để ký hợp đồng thi đấu cho Wigan.